# Kadamba

Kadamba-Reich um 500

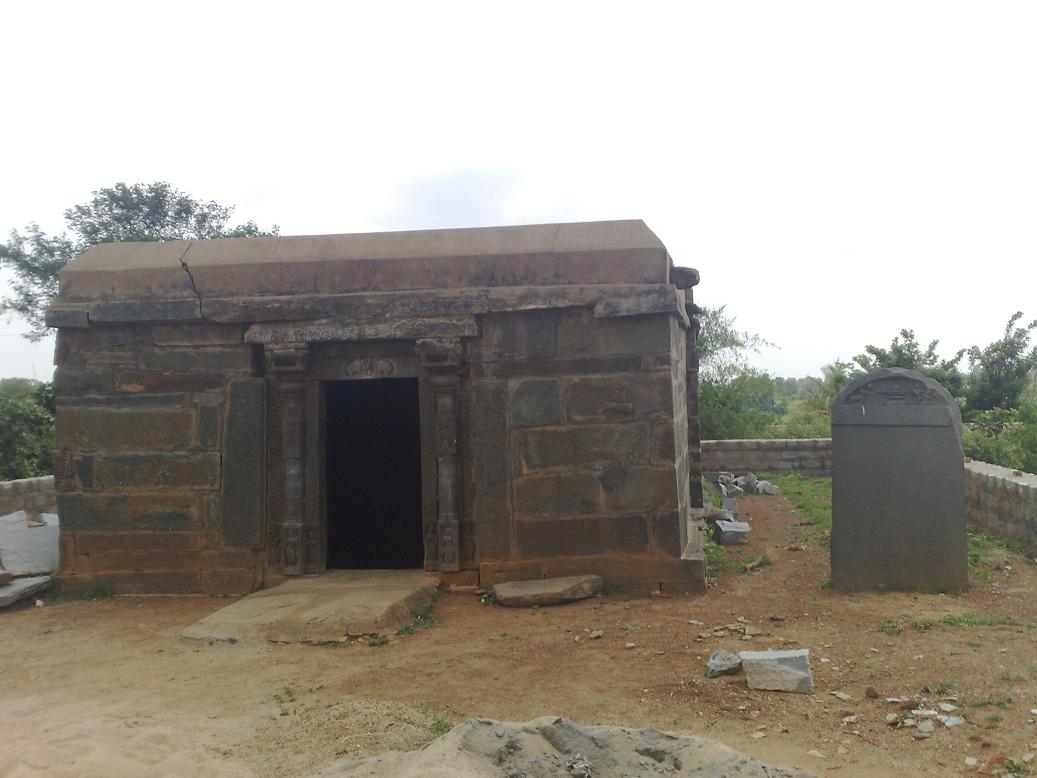
Talagunda – Inschriftstele und früher Tempel ohne Pyramidendach (vimana)

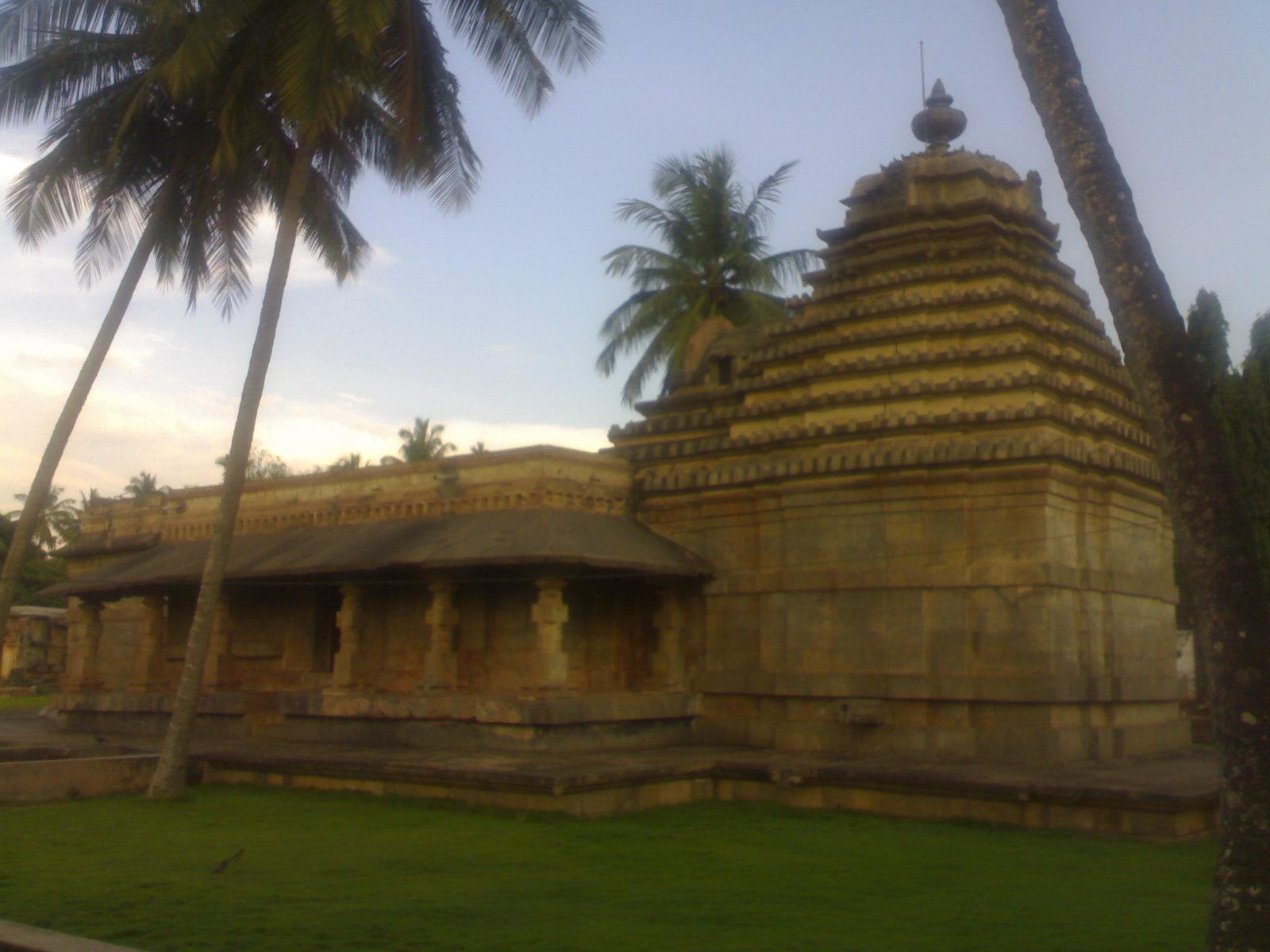
Halasi – Mallikarjuna-Tempelgruppe (5./6. Jh.)

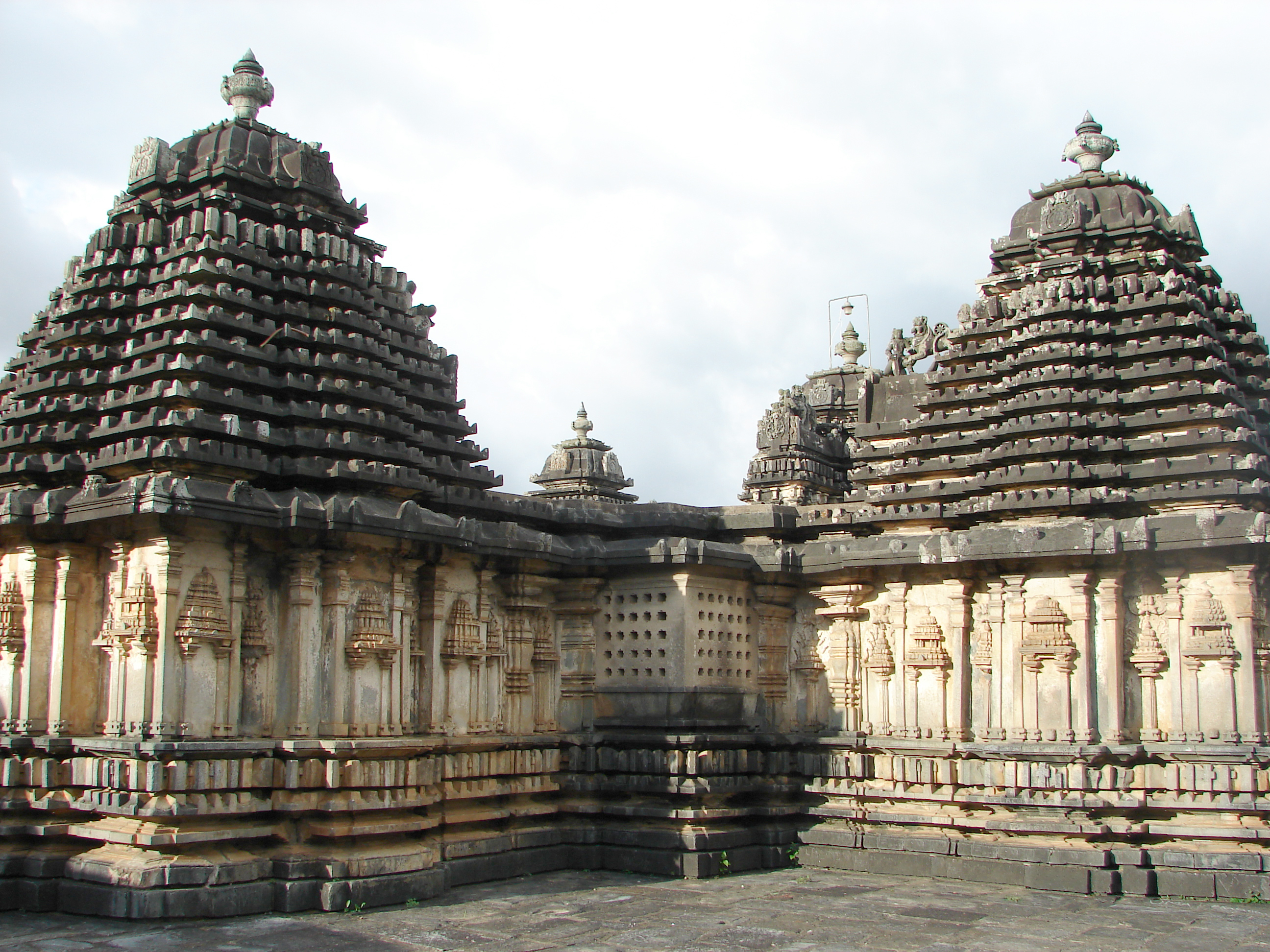
Doddagaddavalli – Lakshmi Devi-Tempel (um 1115)

Die Kadamba waren eine altindische Dynastie mit Sitz in der Hauptstadt Banavasi im heutigen Bundesstaat Karnataka, deren Nachkommen u. a. die Gründung von Goa zugeschrieben wird.

## Geschichte
Als Reichsgründer gilt der Brahmane Mayurasvarman (reg. ca. 345–360), der als Student in Kanchipuram (der Haupt- und Universitätsstadt der Pallava) von einem Adligen angerempelt und daraufhin Räuber wurde. Schließlich wurde er von den unter Visnugopa (reg. ca. 350–355) in Bedrängnis geratenen Pallava als König anerkannt, aber in der Folge blieben die Kadamba noch längere Zeit Vasallen der Pallava.
Das Kadamba-Reich hatte seinen Höhepunkt unter Kakusthavarman (reg. ca. 435–455) und Santivarman (reg. ca. 455–460), wobei sich die Könige mit den Vakataka verschwägerten und nun doch endgültig von den Pallava gelöst hatten. Es spaltete sich aber unter König Mrigesavarman (reg. ca. 475–485) in zwei Linien (Loslösung seines Onkels Krishnavarman im Süden). Trotz neuer Erfolge unter König Ravivarman (reg. ca. 485–519) wurden die Kadamba durch diesen inneren Konflikt so geschwächt, dass kurz nach dem Übergang der Thronfolge an die jüngere Linie unter Krishnavarman II. (reg. ca. 550–565) die aufstrebenden Chalukya die Oberherrschaft übernahmen.
Im späten 10. Jahrhundert schufen die Kadambas erneut ein bescheidenes Reich im Raum von Goa.

## Kultur
Außer einigen wenigen Inschriften und etlichen Kupfermünzen (→ Weblink) zeugen mehrere Tempel in Talagunda und Halasi, aber auch in Aihole und Mahakuta von der frühen Baukunst der Kadamba-Periode, deren Hauptmerkmale pyramidal abgestufte, aber kaum ornamentierte vimana-Dächer sind; diese wurden allerdings auch von Baumeistern der Nachfolgereiche (z. B. den Chalukya) übernommen.

## Herrscherliste
- Mayurasvarman (ca. 345–365)
- Kangavarman (ca. 365–390)
- Bhagiratha (ca. 390–415)
- Raghu (ca. 415–435)
- Kakusthavarman (ca. 435–455)
- Santivarman (ca. 455–460)
- Mandhatrivarman (ca. 460–475)
- Mrigesavarman (ca. 475–485)
- Ravivarman (ca. 485–519)
- Harivarman (ca. 519–530)
- Krishnavarman (ca. 550–565, Juniorlinie)
- Ajavarman (ca. 565–?, Juniorlinie)
- Bhogivarman (ca. 605–?, Juniorlinie)